# CD Montijo
El CD Montijo fue un equipo de fútbol de Portugal que alguna vez jugó en la Primeira Liga, la primera división de fútbol en el país.

## Historia
Fue fundado en el año 1948 en la ciudad de Montijo en Setúbal y en su historia cuenta con tres temporadas en la Primeira Liga en la década de los años 1970s, además de haber sido campeón de la desaparecida Tercera División de Portugal en dos ocasiones.
El club desapareció en el año 2007 a causa de problemas financieros, pero poco tiempo después nace el CO do Montijo, club que se considera la reencarnación del CD Montijo.
El club disputó 90 partidos en la Primeira Liga, donde ganó 23, empató 20 y perdió 47, anotando 91 goles y recibió 155.

## Palmarés
- Tercera División de Portugal: 2[3]

1965/66, 1989/90

## Jugadores

### Jugadores destacados
- Ricardo Pereira